# Victor Frédéric Chassériau
 (août 2023).
Victor Frédéric Chassériau du Chiron est un général français de l'Empire, né le 19 octobre 1774 à La Rochelle et mort le 18 juin 1815 à la bataille de Waterloo, à la tête des cuirassiers du général comte Jean-Baptiste Milhaud dont il était le chef d’état-major.

## Biographie

### Origines familiales
Victor Frédéric Chassériau naît à La Rochelle le 19 octobre 1774. Il est l'un des 18 enfants de Jean Chassériau, négociant-armateur, conseiller perpétuel de l'Hôtel de ville.

### Sous la Révolution et le Consulat
Chassériau entre au service le 12 septembre 1791. Il est sous-lieutenant au régiment de Berwick le 15 septembre 1791, puis lieutenant le 10 novembre 1791. Il part en 1792 à Saint-Domingue comme lieutenant dans le second bataillon du régiment de Berwick au cours de la première expédition. Il est nommé capitaine le 23 mars 1793 à la suite de l'affaire des Platons.
Cette même année, les commissaires Étienne Polverel et Léger-Félicité Sonthonax destituent et emprisonnent les officiers supérieurs du régiment. Sans aucune forme de jugement, ils destituent et condamnent également à la déportation Chassériau et les six autres officiers du corps. Ces derniers refusent de quitter l'île dans la crainte de tomber sous le pouvoir anglais. Chassériau est le seul officier a en réchapper vivant. Il s'évade de la prison après huit mois de détention et regagne le continent américain avant de rejoindre la France. Il est nommé capitaine commandant les grenadiers au 66e régiment le 15 frimaire an XII.

### De l'Espagne à la Belgique
Il devient aide de camp du général Olivier Harty, le 13 septembre 1806 puis est attaché à l'état-major général du maréchal Joachim Murat à l'armée d'Espagne le 9 avril 1808. Tombée dans une embuscade dans les gorges de la Sierra espagnole, Chassériau fut donné pour mort par le ministère de la Guerre qui en avertit sa famille. Sa mort est toutefois démentie quelque temps après lors d'un échange de prisonniers dans lequel se trouve Chassériau. Ce dernier devient ensuite chef d'escadron dans les dragons d'Espagne et est attaché à l'état-major du général comte Belliard le 23 janvier 1811.
Il est nommé adjoint à l'état-major du général baron Daultanne, puis chef d'état-major de l'armée du Centre de septembre 1811 au 15 mai 1812. Le 13 juin 1813, Chassériau est chef d'état-major du général Beaumont, commandant la cavalerie légère du 12e corps, avant d'être promu adjudant-commandant le 18 juin 1813 et de devenir le chef d'état-major général du comte Jean-Baptiste Milhaud, commandant en chef le 4e corps de cavalerie de réserve, le 6 novembre 1813.
D'après les renseignements donnés à sa famille à la suite de la campagne de Belgique, Chassériau aurait été nommé général de brigade le 16 juin 1815. Il est tué d'une balle dans la tempe le 18 juin 1815 au cours de la dernière charge sur le Mont-Saint-Jean, le soir de la bataille de Waterloo, à la tête des cuirassiers du général Milhaud dont il est toujours le chef d'état-major. Son corps n'a pas été retrouvé mais une tombe existe en son souvenir à Vars-sur-Roseix.

## Famille

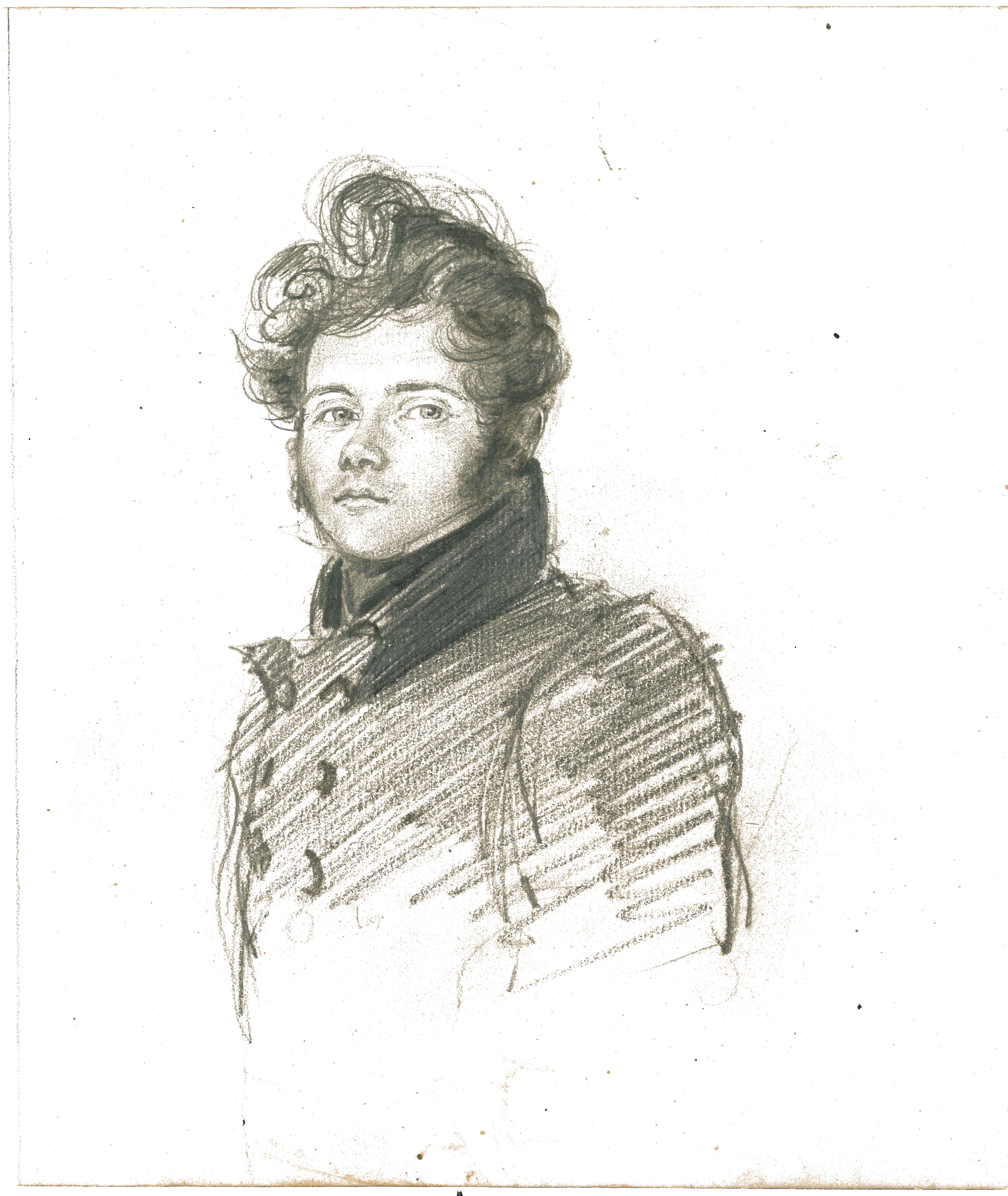
Autoportrait du baron Charles Frédéric Chassériau, 1825

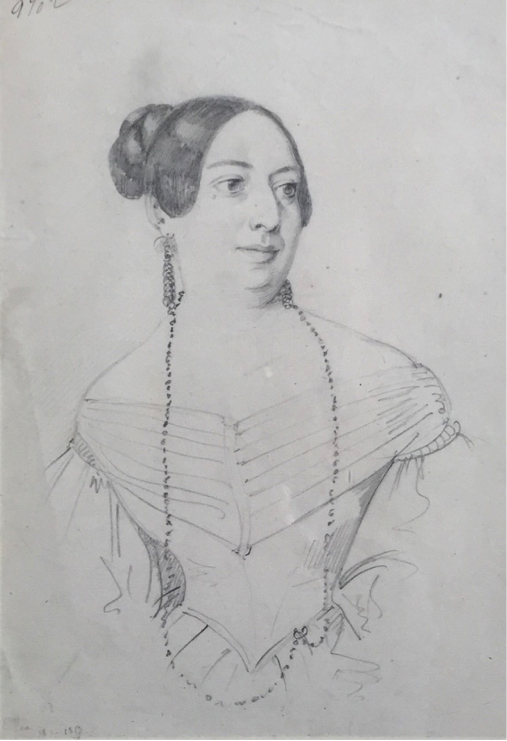
Portrait d'Élisabeth Chassériau par Théodore Chassériau (1819-1856), 1836, Graphite -

Chasseriau, fils de l'armateur rochelais Jean Chasseriau, est le frère de Benoît Chasseriau.
En 1798, il épouse Élisabeth Ranson, une créole de Saint-Domingue qui appartenait aussi à une grande famille d'armateurs protestants de La Rochelle. Propriétaires d'une plantation de café, l'Habitation Le Beau près de Jérémie, ils vécurent jusqu'en 1802 à Port-au-Prince. De leur mariage sont nés trois enfants, qui devenus pupilles de la Nation, furent admis au lycée Napoléon et à la Maison d'éducation de la Légion d'honneur :
- Louis Arthur Chassériau (1798-1858), contrôleur du palais des Tuileries et contrôleur général de la liste civile de maison de l'Empereur, colonel de la garde nationale en juin 1848
- Charles Frédéric Chassériau (1802-1896), architecte en chef de la ville d’Alger
- Élisabeth Chassériau (1806-1861), admise officieusement comme orpheline de Légion d’honneur[note 3]

En 1825, dans le cadre des indemnités versés aux propriétaires d'esclaves, à la suite de l'indépendance d'Haïti, chacun des enfants reçoit la somme de 9 975 Francs,,.

## Blessures
Il reçoit un coup de feu à la cuisse droite à Saint-Domingue lors de la prise du camp retranché des Platons en 1793 ; blessé en Espagne le 8 janvier 1809 au combat de Belris, il est atteint d'un coup de feu à la main droite lors de la bataille de Leipzig le 18 octobre 1813.

## Distinctions
- Chevalier de la Légion d'honneur le 4 novembre 1813
- Officier de la Légion d'honneur le 25 février 1814
- Baron de l'Empire le 3 avril 1814
- Chevalier de l'ordre de Saint-Louis le 11 octobre 1814